# 日盈
日盈（にちえい、文禄3年3月3日（1594年4月23日） - 寛永15年3月7日（1638年4月20日））は、日蓮正宗総本山大石寺第18世法主。

## 略歴
- 文禄3年（1594年）3月3日、誕生。
- 元和8年（1622年）12月7日、本迹諍論によって勝劣派の所化数百人と下総国飯高・下総中村・上総国小西三檀林を退き、上総東金に移る。
- 寛永5年（1628年）、陸奥国会津実成寺の住職となる。会津妙法寺日怡の法義の違乱を摧く。
- 寛永10年（1633年）、大坊に入る。第18世日盈として登座す。
- 寛永11年（1634年）、上総宮谷檀林の請いにより上総に『法華玄義』を講ず。
- 寛永13年（1635年）、上総より帰山。
- 寛永14年（1637年）8月、湯治のため会津に赴く。日精、再登座。
- 寛永15年（1638年）3月7日、会津実成寺にて死去した。

| 先代 日精 | 大石寺住職一覧 | 次代 日舜 |